# هانو موتولا
هانو موتولا (بالفنلندية: Hanno Möttölä) مواليد 9 سبتمبر 1976 في هلسنكي، هو لاعب كرة سلة فنلندي معتزل بدأ مسيرته الاحترافية في سنة 2000. تم اختياره من قبل فريق أتلانتا هوكس خلال الدرافت. يبلغ طوله 6 قدم 10 بوصة (2.1 م). اعتزل اللعب في 2013. شارك في كأس العالم لكرة السلة 2014.

## المسيرة الاحترافية
لعب مع أتلانتا هوكس من سنة 2000 إلى 2002، ثم لعب مع ساسكي باسكونيا في الدوري الإسباني في موسم 2002–2003، ثم لعب مع فورتيتودو بولونيا في الدوري الإيطالي في موسم 2003–2004، ثم لعب مع فيكتوريا يبرتاس بيزارو في موسم 2004–2005، ثم لعب مع زالغيريس لكرة السلة في موسم 2006–2007.

## إحصائيات المسيرة

### الدوري الأوروبي
| السنة   | الفريق                 | لعب | بدأ | دقيقة | ميداني% | ثلاثية | حرة  | ارتداد | صنع | استلاب | تصدي | نقطة | أداء |
| ------- | ---------------------- | --- | --- | ----- | ------- | ------ | ---- | ------ | --- | ------ | ---- | ---- | ---- |
| 2002–03 | ساسكي باسكونيا         | 7   | 3   | 30.4  | .569    | .444   | .774 | 3.4    | 1.0 | .7     | .3   | 15.1 | 13.6 |
| 2003–04 | فورتيتودو بولونيا      | 22  | 16  | 21.8  | .520    | .348   | .879 | 3.8    | .4  | .8     | .4   | 10.8 | 9.2  |
| 2004–05 | فيكتوريا يبرتاس بيزارو | 22  | 16  | 28.6  | .497    | .375   | .833 | 5.1    | .9  | 1.0    | .5   | 13.7 | 12.2 |
| 2006–07 | زالغيريس لكرة السلة    | 12  | 5   | 22.6  | .547    | .500   | .806 | 3.9    | 1.3 | .5     | .5   | 10.9 | 9.8  |
| 2007–08 | أريس بي سي             | 20  | 16  | 19.7  | .488    | .459   | .824 | 2.8    | .7  | .4     | .1   | 8.0  | 6.0  |
| المسيرة | المسيرة                | 83  | 56  | 23.9  | .516    | .406   | .833 | 3.9    | .8  | .7     | .3   | 11.3 | 9.7  |

## روابط خارجية
- هانو موتولا على موقع الاتحاد الدولي لكرة السلة (الإنجليزية)
- هانو موتولا على موقع الدوري الأوروبي لكرة السلة (الإنجليزية)
- هانو موتولا على موقع إن بي أي (الإنجليزية)
- هانو موتولا على موقع سبورتس رفرنس (الإنجليزية)
- هانو موتولا على موقع الدوري الإسباني لكرة السلة (الإسبانية)
- هانو موتولا على موقع كرة السلة الأوروبية.كوم (الإنجليزية)
- هانو موتولا على موقع كلية كرة السلة في سبورتس رفرنس.كوم (الإنجليزية)
- هانو موتولا على موقع ريلجم (الإنجليزية)
- هانو موتولا على موقع بروبوليرز (الإنجليزية)
- هانو موتولا على موقع سبورتس رفرنس (الإنجليزية)